# Athemistus rugosulus
Athemistus rugosulus là một loài bọ cánh cứng trong họ Cerambycidae.